# Cantone di Saint-Apollinaire
Il Cantone di Saint-Apollinaire è una divisione amministrativa dell'arrondissement di Digione.
È stato costituito a seguito della riforma approvata con decreto del 18 febbraio 2014, che ha avuto attuazione dopo le elezioni dipartimentali del 2015.

## Composizione
Comprende i 37 comuni di:
- Arceau
- Arc-sur-Tille
- Beaumont-sur-Vingeanne
- Beire-le-Châtel
- Belleneuve
- Bèze
- Bézouotte
- Blagny-sur-Vingeanne
- Bourberain
- Champagne-sur-Vingeanne
- Charmes
- Chaume-et-Courchamp
- Cheuge
- Couternon
- Cuiserey
- Dampierre-et-Flée
- Fontaine-Française
- Fontenelle
- Jancigny
- Licey-sur-Vingeanne
- Magny-Saint-Médard
- Mirebeau-sur-Bèze
- Montigny-Mornay-Villeneuve-sur-Vingeanne
- Noiron-sur-Bèze
- Oisilly
- Orain
- Pouilly-sur-Vingeanne
- Remilly-sur-Tille
- Renève
- Saint-Apollinaire
- Saint-Maurice-sur-Vingeanne
- Saint-Seine-sur-Vingeanne
- Savolles
- Tanay
- Trochères
- Varois-et-Chaignot
- Viévigne